# Jan Brusse
Jan Bernardus (Jan) Brusse (Rotterdam, 8 juli 1921 – Cannes, 8 juli 1996) was een Nederlandse journalist, columnist, schrijver, programmamaker en radioverteller.
Brusse was afkomstig uit een bekende kunstenaarsfamilie. 
|                                   |                                   |                                   |                                   |                                   |                                   |  |  |                                 |                                 |                                 |                                 |                                 |                                 |  |  |                                |                                |                                |                                |                                |                                |  |  |                                    |                                    |                                         |                                         |                                         |                                         |                                         |                                         |                              |                              |                                        |                                        |                                        |                                        |                                        |                                        |                              |                              |                              |                              |                              |                              |                            |                            |                              |                              |                              |                              |                              |                              |
|                                   |                                   |                                   |                                   |                                   |                                   |  |  |                                 |                                 |                                 |                                 |                                 |                                 |  |  |                                |                                |                                |                                |                                |                                |  |  |                                    |                                    |                                         |                                         |                                         |                                         |                                         |                                         |                              |                              |                                        |                                        |                                        |                                        |                                        |                                        |                              |                              |                              |                              |                              |                              |                            |                            |                              |                              |                              |                              |                              |                              |
|                                   |                                   |                                   |                                   |                                   |                                   |  |  | Johan Brusse uitgever 1868-1949 | Johan Brusse uitgever 1868-1949 | Johan Brusse uitgever 1868-1949 | Johan Brusse uitgever 1868-1949 | Johan Brusse uitgever 1868-1949 | Johan Brusse uitgever 1868-1949 |  |  |                                |                                |                                |                                |                                |                                |  |  |                                    |                                    | Marie Joseph Brusse schrijver 1873-1941 | Marie Joseph Brusse schrijver 1873-1941 | Marie Joseph Brusse schrijver 1873-1941 | Marie Joseph Brusse schrijver 1873-1941 | Marie Joseph Brusse schrijver 1873-1941 | Marie Joseph Brusse schrijver 1873-1941 |                              |                              | Willem Lucas Brusse uitgever 1879-1937 | Willem Lucas Brusse uitgever 1879-1937 | Willem Lucas Brusse uitgever 1879-1937 | Willem Lucas Brusse uitgever 1879-1937 | Willem Lucas Brusse uitgever 1879-1937 | Willem Lucas Brusse uitgever 1879-1937 |                              |                              |                              |                              |                              |                              |                            |                            |                              |                              |                              |                              |                              |                              |
|                                   |                                   |                                   |                                   |                                   |                                   |  |  | Johan Brusse uitgever 1868-1949 | Johan Brusse uitgever 1868-1949 | Johan Brusse uitgever 1868-1949 | Johan Brusse uitgever 1868-1949 | Johan Brusse uitgever 1868-1949 | Johan Brusse uitgever 1868-1949 |  |  |                                |                                |                                |                                |                                |                                |  |  |                                    |                                    | Marie Joseph Brusse schrijver 1873-1941 | Marie Joseph Brusse schrijver 1873-1941 | Marie Joseph Brusse schrijver 1873-1941 | Marie Joseph Brusse schrijver 1873-1941 | Marie Joseph Brusse schrijver 1873-1941 | Marie Joseph Brusse schrijver 1873-1941 |                              |                              | Willem Lucas Brusse uitgever 1879-1937 | Willem Lucas Brusse uitgever 1879-1937 | Willem Lucas Brusse uitgever 1879-1937 | Willem Lucas Brusse uitgever 1879-1937 | Willem Lucas Brusse uitgever 1879-1937 | Willem Lucas Brusse uitgever 1879-1937 |                              |                              |                              |                              |                              |                              |                            |                            |                              |                              |                              |                              |                              |                              |
|                                   |                                   |                                   |                                   |                                   |                                   |  |  |                                 |                                 |                                 |                                 |                                 |                                 |  |  |                                |                                |                                |                                |                                |                                |  |  |                                    |                                    |                                         |                                         |                                         |                                         |                                         |                                         |                              |                              |                                        |                                        |                                        |                                        |                                        |                                        |                              |                              |                              |                              |                              |                              |                            |                            |                              |                              |                              |                              |                              |                              |
| Maarten Brusse uitgever 1909-1974 | Maarten Brusse uitgever 1909-1974 | Maarten Brusse uitgever 1909-1974 | Maarten Brusse uitgever 1909-1974 | Maarten Brusse uitgever 1909-1974 | Maarten Brusse uitgever 1909-1974 |  |  | Wim Brusse ontwerper 1910-1978  | Wim Brusse ontwerper 1910-1978  | Wim Brusse ontwerper 1910-1978  | Wim Brusse ontwerper 1910-1978  | Wim Brusse ontwerper 1910-1978  | Wim Brusse ontwerper 1910-1978  |  |  | Geertruida Visser 1880-1937    | Geertruida Visser 1880-1937    | Geertruida Visser 1880-1937    | Geertruida Visser 1880-1937    | Geertruida Visser 1880-1937    | Geertruida Visser 1880-1937    |  |  |                                    |                                    | Antje Ebes operazangeres 1895-1965      | Antje Ebes operazangeres 1895-1965      | Antje Ebes operazangeres 1895-1965      | Antje Ebes operazangeres 1895-1965      | Antje Ebes operazangeres 1895-1965      | Antje Ebes operazangeres 1895-1965      |                              |                              |                                        |                                        |                                        |                                        |                                        |                                        |                              |                              | Cornélie Weidema 1912-2005   | Cornélie Weidema 1912-2005   | Cornélie Weidema 1912-2005   | Cornélie Weidema 1912-2005   | Cornélie Weidema 1912-2005 | Cornélie Weidema 1912-2005 |                              |                              |                              |                              |                              |                              |
| Maarten Brusse uitgever 1909-1974 | Maarten Brusse uitgever 1909-1974 | Maarten Brusse uitgever 1909-1974 | Maarten Brusse uitgever 1909-1974 | Maarten Brusse uitgever 1909-1974 | Maarten Brusse uitgever 1909-1974 |  |  | Wim Brusse ontwerper 1910-1978  | Wim Brusse ontwerper 1910-1978  | Wim Brusse ontwerper 1910-1978  | Wim Brusse ontwerper 1910-1978  | Wim Brusse ontwerper 1910-1978  | Wim Brusse ontwerper 1910-1978  |  |  | Geertruida Visser 1880-1937    | Geertruida Visser 1880-1937    | Geertruida Visser 1880-1937    | Geertruida Visser 1880-1937    | Geertruida Visser 1880-1937    | Geertruida Visser 1880-1937    |  |  |                                    |                                    | Antje Ebes operazangeres 1895-1965      | Antje Ebes operazangeres 1895-1965      | Antje Ebes operazangeres 1895-1965      | Antje Ebes operazangeres 1895-1965      | Antje Ebes operazangeres 1895-1965      | Antje Ebes operazangeres 1895-1965      |                              |                              |                                        |                                        |                                        |                                        |                                        |                                        |                              |                              | Cornélie Weidema 1912-2005   | Cornélie Weidema 1912-2005   | Cornélie Weidema 1912-2005   | Cornélie Weidema 1912-2005   | Cornélie Weidema 1912-2005 | Cornélie Weidema 1912-2005 |                              |                              |                              |                              |                              |                              |
|                                   |                                   |                                   |                                   |                                   |                                   |  |  |                                 |                                 |                                 |                                 |                                 |                                 |  |  |                                |                                |                                |                                |                                |                                |  |  |                                    |                                    |                                         |                                         |                                         |                                         |                                         |                                         |                              |                              |                                        |                                        |                                        |                                        |                                        |                                        |                              |                              |                              |                              |                              |                              |                            |                            |                              |                              |                              |                              |                              |                              |
|                                   |                                   |                                   |                                   |                                   |                                   |  |  |                                 |                                 |                                 |                                 |                                 |                                 |  |  |                                |                                |                                |                                |                                |                                |  |  |                                    |                                    |                                         |                                         |                                         |                                         |                                         |                                         |                              |                              |                                        |                                        |                                        |                                        |                                        |                                        |                              |                              |                              |                              |                              |                              |                            |                            |                              |                              |                              |                              |                              |                              |
| Henk Brusse ingenieur 1905-1991   | Henk Brusse ingenieur 1905-1991   | Henk Brusse ingenieur 1905-1991   | Henk Brusse ingenieur 1905-1991   | Henk Brusse ingenieur 1905-1991   | Henk Brusse ingenieur 1905-1991   |  |  | Marie Joseph 1906-1907          | Marie Joseph 1906-1907          | Marie Joseph 1906-1907          | Marie Joseph 1906-1907          | Marie Joseph 1906-1907          | Marie Joseph 1906-1907          |  |  | Ytzen Brusse cineast 1920-2008 | Ytzen Brusse cineast 1920-2008 | Ytzen Brusse cineast 1920-2008 | Ytzen Brusse cineast 1920-2008 | Ytzen Brusse cineast 1920-2008 | Ytzen Brusse cineast 1920-2008 |  |  | Jan Brusse correspondent 1921-1996 | Jan Brusse correspondent 1921-1996 | Jan Brusse correspondent 1921-1996      | Jan Brusse correspondent 1921-1996      | Jan Brusse correspondent 1921-1996      | Jan Brusse correspondent 1921-1996      |                                         |                                         | Kees Brusse acteur 1925-2013 | Kees Brusse acteur 1925-2013 | Kees Brusse acteur 1925-2013           | Kees Brusse acteur 1925-2013           | Kees Brusse acteur 1925-2013           | Kees Brusse acteur 1925-2013           |                                        |                                        | Peter Brusse journalist 1936 | Peter Brusse journalist 1936 | Peter Brusse journalist 1936 | Peter Brusse journalist 1936 | Peter Brusse journalist 1936 | Peter Brusse journalist 1936 |                            |                            | Mark Brusse beeldhouwer 1937 | Mark Brusse beeldhouwer 1937 | Mark Brusse beeldhouwer 1937 | Mark Brusse beeldhouwer 1937 | Mark Brusse beeldhouwer 1937 | Mark Brusse beeldhouwer 1937 |

In zijn jonge jaren werkte Brusse onder meer bij de Texelse en Enkhuizer Courant. Hij woonde vanaf eind jaren veertig in Parijs, waar hij correspondent werd voor de Waarheid en later voor Elseviers Weekblad. Hij kreeg daarnaast van directeur Willem Vogt opdracht radiocursiefjes voor de AVRO te produceren, waardoor hij ook bekend werd als radiospreker. Zijn eerste reisgids, Gids voor Parijs en omstreken, kwam in 1949 uit. Dit werk kreeg vele bijgewerkte nieuwe edities en werd al snel gevolgd door de Gids voor de Franse Rivièra en Provence. 
Brusse was erg enthousiast over Frankrijk en in het bijzonder Parijs. Hij schreef er tientallen boeken over, meest verhalen uit het dagelijkse leven voorzien van allerlei bijzonderheden en reisgidsen. Op radio en televisie wist hij een groot publiek met zijn liefde voor  Frankrijk en Parijs te boeien. Dat gebeurde onder andere in zijn radioprogramma Paris vous parle en het televisieprogramma Hier Parijs, hier Frankrijk, hier Jan Brusse, tussen 1976 en 1981 in totaal 51 afleveringen van ca. 10 minuten, beide van de AVRO. In 1985 verliet hij na 37 jaar deze omroep als gevolg van een onenigheid met directeur Wibo van der Linde over de vorm van zijn televisieprogramma. Hij werkte daarna voor de TROS. Later maakte hij een reclamespot voor Joseph Guy, “een eerlijke Franse cognac”. 
De betrokkenheid met Frankrijk kwam ook tot uitdrukking in de wekelijkse column Qui mal y pense die hij van 1963 tot 1992 schreef in het Weekblad Elsevier. Van geheel andere orde was het boek dat hij in 1992 schreef over de strijd die hij zijn leven lang voerde tegen claustrofobie. Gedreven door de fobie zocht Brusse soms zijn heil in valium en alcohol. In het werk verzorgde psychiater Jim van Os een nawoord. 
Brusse trouwde in zijn Parijse jaren voor de eerste keer en kreeg met zijn echtgenote een dochtertje.  In de jaren zeventig trouwde hij, voor de tweede keer, met een Nederlandse vrouw en kreeg met haar in 1979 een zoon. Hij overleed op zijn 75ste verjaardag aan kanker.

## Programma's
- Hier Parijs, hier Frankrijk, hier Jan Brusse
- Paris vous parle
- Affiche (chansons)
- Jan Brusse leest voor